# Gaël Kakuta
Gaël Kakuta (Lille, Francia, 21 de junio de 1991) es un futbolista franco-congoleño que juega como delantero en el Sakaryaspor de la TFF Primera División y en la selección de la República Democrática del Congo.
Su transferencia al Chelsea Football Club en 2007, provocó una investigación de la FIFA después de que Kakuta fuera inducido por el club londinense a romper su contrato con el R. C. Lens. Por este motivo, la FIFA prohibió al Chelsea en 2009 contratar jugadores durante 2 años y fue multado con una compensación de 130 000 € al Lens junto con Kakuta, quien también fue multado con 780 000 €. Sin embargo, dicha prohibición fue revocada el 4 de febrero de 2010, ya que su contrato con el Lens no era válido.

## Infancia
Kakuta comenzó a practicar fútbol a los 7 años de edad, después de ver a su tío jugar en el equipo de reservas del Lille Olympique. Comenzó su carrera futbolística en un equipo local, el US Lille-Moulins. En su primer partido su equipo cayó por una goleada de 17-1, pero eso no disuadió a Kakuta. En 1999, se incorporó al RC Lens como jugador de la academia. Después de 5 años en la academia del club, en 2004 Kakuta fue seleccionado para unirse al Centre de Préformation de Football en la ciudad vecina de Liévin, un centro de excelencia exclusivamente para jugadores que fueron formados en la región de Norte-Paso de Calais. Kakuta pasó dos años en esta institución entrenando durante la semana y jugando para el RC Lens los fines de semana. Uno de sus entrenadores en las instalaciones fue el ex internacional polaco Joachim Marx.

## Trayectoria
Kakuta llegó al Chelsea FC en 2007 y rápidamente se convirtió en pieza clave del equipo juvenil durante la temporada 2007-08, con el cual anotó 10 goles en 19 partidos, además de que tuvo un buen desempeño en la victoria por 5-1 sobre el juvenil del Charlton Athletic el 11 de noviembre de 2007, en donde además de haber marcado un gol desde una distancia de 23 metros, también participó en los otros cuatro goles. Kakuta también fue parte fundamental del equipo en la incursión de éste en la FA Youth Cup, marcando un triplete frente al Port Vale en los cuartos de final y ayudando al equipo a alcanzar la final, donde fueron derrotados por el Manchester City. Kakuta también logró hacer su debut con el equipo de reservas esa temporada, en donde jugó al lado de Michael Ballack. Kakuta marcó un gol en esa ocasión, y después del encuentro Ballack le dijo a un periodista: "Ve a ver al chico francés, es la estrella". En total, Kakuta pudo disputar 8 partidos con las reservas esa temporada, aunque a pesar de que su primera temporada con el Chelsea fue todo un éxito, en la siguiente se vería afectado por las lesiones. Luego de haberse recuperado de una lesión en el hombro durante el verano, Kakuta tuvo un desempeño destacado ante el juvenil del Manchester United en la tercera ronda de la FA Youth Cup antes de sufrir una fractura y una luxación del tobillo durante un encuentro amistoso ante la Academia Glenn Hoddle en febrero de 2009, poniéndole fin prematuramente a su participación en la temporada con sólo 5 partidos disputados y 2 goles anotados con el equipo juvenil, mientras que con el equipo de reservas pudo disputar solamente 2 partidos. Habiéndose recuperado de su lesión, Kakuta fue uno de los pocos jugadores del equipo juvenil que atrajo la atención de Carlo Ancelotti luego de su llegada al banquillo del Chelsea a mediados de 2009, siendo inscrito en la Lista B de la plantilla que disputó la Liga de Campeones de la UEFA 2009-10, asignándosele el dorsal #44.

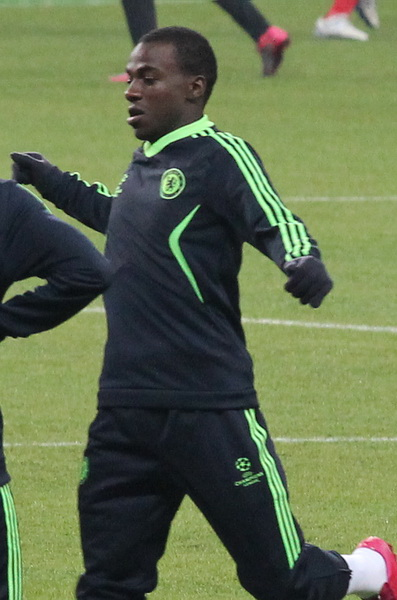
Kakuta entrenando.

Su debut oficial con el Chelsea en la Premier League sería el 21 de noviembre de 2009 en la victoria por 4-0 ante el Wolverhampton Wanderers, después de haber entrado en el minuto 59 por su compatriota Nicolas Anelka. También debutó en la Football League Cup el 2 de diciembre de 2009 en el empate a 3-3 frente al Blackburn Rovers. En dicho encuentro, el Blackburn y el Chelsea empataron a 3-3, por lo que el partido se prolongó hasta la tanda de penales, en donde Kakuta falló el penal que le dio al Blackburn el pase a la siguiente ronda. Seis días después, Kakuta debutó como titular con el Chelsea en el empate a 2-2 frente al APOEL FC en la Liga de Campeones, siendo sustituido al minuto 72 por Fabio Borini. Luego del partido, Carlo Ancelotti elogió a Kakuta.

"No tuvimos intensidad ni concentración, fue un partido muy malo para nosotros. Lo único bueno fue Gaël Kakuta, jugó bastante bien. Mostró su fantástico talento. Él entrena muy bien todos los días y será el futuro del Chelsea."
Carlo Ancelotti, (8 de diciembre de 2009).

También debutó en la FA Cup el 3 de enero de 2010, cuando el Chelsea derrotó por 5-0 al Watford FC, sustituyendo al minuto 74 a Ashley Cole. En la temporada 2010-11, Kakuta recibiría más oportunidades con el primer equipo, disputando su segundo partido de liga el 11 de septiembre de 2010 en la victoria por 3-1 ante el West Ham United, así como también su segundo encuentro de Liga de Campeones cuatro días después, en la victoria por 4-1 frente al MŠK Žilina. Luego, el 28 de septiembre de 2010, en un partido frente al Olympique de Marsella, Kakuta dio una asistencia de gol a John Terry para la primera anotación del equipo, ayudando al Chelsea a llevarse la victoria por 2-0. Su esperado debut como titular en la liga sería el 16 de octubre de 2010 ante el Aston Villa, siendo sustituido al medio tiempo por Yuri Zhirkov, aunque el Aston Villa y el Chelsea empataron a 0-0.
Durante la segunda mitad de 2010, se especuló sobre la posible marcha de Kakuta a clubes como el Bayern de Múnich de Alemania y el AC Milan de Italia. Sin embargo, dichas especulaciones terminaron cuando Kakuta firmó una renovación de contrato con el Chelsea el 21 de diciembre de 2010 con una duración de 4 años y medio. No obstante, el 26 de enero de 2011, Kakuta fue cedido en préstamo al Fulham FC hasta el final de la temporada 2010-11. Su debut con el Fulham sería el 2 de febrero de 2011 en la victoria por 1-0 ante el Newcastle United, luego de haber entrado de cambio en el minuto 71 por Andy Johnson.
Su primer encuentro como titular con el Fulham sería el 9 de abril de 2011 ante el Manchester United, disputando todo el encuentro, aunque el Fulham fue derrotado por 2-0. Luego, el 30 de abril, Kakuta anotaría su primer gol como profesional con el Fulham en la victoria por 3-0 sobre el Sunderland AFC. En total, Kakuta disputó 7 partidos y anotó un gol durante su préstamo con el Fulham. Luego, el 31 de agosto de 2011, Kakuta fue nuevamente cedido, esta vez al Bolton Wanderers hasta el 1 de enero de 2012. Kakuta debutaría con el Bolton el 20 de septiembre de 2011 en un encuentro de Football League Cup frente al Aston Villa, en donde también anotaría el segundo gol de su equipo en la victoria por 2-0.

### Suspensión y multa
El 3 de septiembre de 2009, la Cámara de Resolución de Disputas de la FIFA anunció que Kakuta fue suspendido por 4 meses de toda actividad futbolística y fue multado con 780 000 € después de haber roto su contrato con el Lens para fichar por el Chelsea en 2007. Por su parte, al Chelsea se le prohibió la contratación de jugadores por 2 años y fue multado con 130 000 € después de haber inducido a Kakuta a romper su contrato.
Debido a esto, el Chelsea presentó una objeción al Tribunal Arbitral del Deporte el 16 de octubre de 2009, con el fin de disminuir la prohibición impuesta por la FIFA, la cual resultó de buena manera, ya que el 6 de noviembre de 2009 el TAS (por sus siglas en francés) emitió un comunicado en el que la sanción sería suspendida provisoriamente tanto al Chelsea como a Kakuta, solamente hasta que el tribunal llegara a una decisión final, la cual fue publicada el 4 de febrero de 2010, informando que el Chelsea quedaba absuelto de todo cargo en su contra, ya que el contrato de Kakuta con el Lens no era válido, por lo que no se le podía haber acusado al jugador de romperlo prematuramente ni al Chelsea de haber inducido a una rotura del mismo contrato.

### Cesiones y más cesiones
Tras varias cesiones temporales en equipos como Vitesse o S. S. Lazio, el jugador es nuevamente cedido, esta vez al Rayo Vallecano, para intentar dar un salto de calidad a la plantilla. Con el club de Vallecas completa una gran temporada, disputando 23 partidos de liga, anotando 5 goles y repartiendo 7 asistencias. Estos buenos números hacen que los aficionados le galardonen con el premio Michel I de Vallecas al mejor jugador de la temporada.
El 17 de junio de 2015 se anuncia oficialmente su fichaje por el Sevilla F. C., por el que firma por 4 temporadas, a cambio de unos 3,5 millones de euros, pero después de una primera vuelta en la que no goza de la confianza del entrenador, Unai Emery, en la que sólo jugó 5 partidos, hizo una asistencia y marcó un gol al Real Betis es vendido en el mercado invernal al Hebei Fortune chino por 5 millones de euros.
Tras jugar con el equipo chino veinticuatro partidos y anotar un gol llegó cedido en el mercado invernal de la temporada 2016-17 al Deportivo de la Coruña de la Primera División española. Al finalizar la temporada vuelve al Hebei que lo cedió de nuevo al Amiens SC, recién ascendido a la Ligue 1. La ficha del jugador corría a cargo del equipo chino prácticamente (de los cuatro millones anuales que cobraba el jugador el club francés solo pagaba cinco mil euros mensuales).

## Selección nacional
Kakuta ha sido internacional con la selección de fútbol de Francia en todas las categorías, desde la sub-16 hasta la sub-20. Con la sub-16, Kakuta anotó en su debut,que acabó en un empate a 1-1 entre Francia e Irlanda. En el Torneo de Valle del Marne, Kakuta anotó 2 goles durante la competición, contra Italia y contra Polonia. El 15 de marzo de 2007, Kakuta anotó un gol en la victoria de Francia por 5-0 sobre Polonia en Saint-Aubin-lès-Elbeuf. Kakuta terminó su participación con la Sub-16 con 5 goles marcados en 12 partidos disputados.
Con la sub-17, Kakuta siempre era llamado por el entrenador Francis Smerecki. Hizo su debut con esta selección el 4 de octubre de 2007 en el empate a 1-1 entre Francia y Suiza. Durante la fase de grupos de la clasificación para el Campeonato Europeo Sub-17 de 2008, Kakuta anotó un gol en la victoria por 6-0 sobre Albania. Durante la fase final de grupos de la clasificación, Kakuta fue parte fundamental del equipo en la victoria de Francia por 3-1 sobre Rusia, en donde Kakuta anotó un doblete. Ésta victoria le aseguró a Francia un puesto en la competición. Ya en el torneo, Kakuta no anotó en ninguna ocasión, pero contribuyó en semifinales al haber anotado el tercer gol en la tanda de penales ante Turquía, en donde Francia se impuso por 4-3. Sin embargo, España derrotó a Francia por 4-0 en la final. Con la sub-18, Kakuta solamente disputó 5 partidos, en los cuales anotó 3 goles, incluyendo un doblete ante Irlanda en el Torneo de Limoges y un gol solitario en la victoria de Francia por 1-0 sobre Turquía durante un partido amistoso disputado en el Stade Mayol.
El 2 de septiembre de 2009, Kakuta fue llamado por primera vez a la sub-19 para participar en la Sendaï Cup, celebrada en Japón. En el primer partido ante los anfitriones, Kakuta anotó un doblete en el empate a 3-3 entre los dos equipos. Durante el Campeonato Europeo Sub-19 de 2010, Kakuta anotó el primer gol de Francia en la goleada por 4-1 sobre los Países Bajos en el partido de apertura. También anotó en la victoria de Francia por 2-1 sobre Croacia en las semifinales, lo que les dio el pase a la final. Ya en la final, Francia regresó de atrás para darle la vuelta a España y así poder vencerlos por 2-1, con Kakuta dando una asistencia de gol a Alexandre Lacazette para la anotación del gol de la victoria. El 2 de agosto de 2010, Kakuta fue elegido el Mejor Jugador del torneo gracias a su desempeño durante la competencia.
Debido a la victoria de Francia en el Campeonato Sub-19, la sub-20 calificó automáticamente a la Copa Mundial de Fútbol Sub-20 de 2011, lo que significaba que Kakuta tenía la oportunidad de disputar encuentros con dicha selección. Su debut con la sub-20 fue el 7 de octubre de 2010 en un partido amistoso ante Portugal, el cual terminó en un empate a 3-3.

## Clubes
| Club                                  | País         | Año       |
| ------------------------------------- | ------------ | --------- |
| Chelsea F. C.                         | Inglaterra   | 2009-2015 |
| Fulham F. C. (cedido)                 | Inglaterra   | 2011      |
| Bolton Wanderers F. C. (cedido)       | Inglaterra   | 2011      |
| Dijon F. C. O. (cedido)               | Francia      | 2012      |
| S. B. V. Vitesse (cedido)             | Países Bajos | 2012-2013 |
| S. S. Lazio (cedido)                  | Italia       | 2014      |
| Rayo Vallecano (cedido)               | España       | 2014-2015 |
| Sevilla F. C.                         | España       | 2015-2016 |
| Hebei Fortune F. C.                   | China        | 2016-2018 |
| R. C. Deportivo de La Coruña (cedido) | España       | 2017      |
| Amiens S. C. (cedido)                 | Francia      | 2017-2018 |
| Rayo Vallecano                        | España       | 2018-2019 |
| Amiens S. C.                          | Francia      | 2019-2021 |
| R. C. Lens (cedido)                   | Francia      | 2020-2021 |
| R. C. Lens                            | Francia      | 2021-2022 |
| Amiens S. C.                          | Francia      | 2022-2024 |
| Esteghlal F. C.                       | Irán         | 2024-2025 |
| Sakaryaspor                           | Turquía      | 2025-     |

## Palmarés

### Títulos internacionales
| Título                    | Club (*)           | Sede    | Año  |
| ------------------------- | ------------------ | ------- | ---- |
| Campeonato Europeo Sub-19 | Selección francesa | Francia | 2010 |

(*) Incluyendo la selección.

### Distinciones individuales
| Distinción                                  | Año  |
| ------------------------------------------- | ---- |
| Mejor Jugador del Campeonato Europeo Sub-19 | 2010 |